# 王凯 (美式足球运动员)
王凯（1987年3月12日—），是效力于美国国家橄榄球联盟奥克兰突袭者的一名球员，身高1.96米，体重140公斤。他在2010年NFL选秀中被水牛城比爾选中，成为NFL历史上第一个父母均为华人的球员。

## 家庭
王凯的父母都是参加过1984年夏季奥林匹克运动会的田径运动员。王凯的母亲周英曾获得过100米栏中国全国冠军，父亲王泽和则从事跳高运动。洛杉矶奥运会结束后，二人移民美国，在1987年生下了王凯。他的弟弟David Wang也在弗吉尼亚理工学院打橄榄球。王凯是NFL第一个完全具有中国血统的球员，并能说普通话。

## 进入NFL前
王凯幼年时，他父母就想把他培养出一个出色的运动员。从5岁开始，他就坚持每天300个俯卧撑和300个仰卧起坐的高强度训练。
王凯最开始希望成为一名篮球运动员。2003年，王凯曾经到八一篮球青年队试训，但是由于骨龄测试不太理想，时任八一体工大队大队长的李富胜称“王凯以后的身高肯定达不到2米”。之后，王凯逐渐把重心转移到橄榄球运动上。
回到美国，王凯就读于弗吉尼亚的石桥高中（Stone Bridge High School）。在这期间，他被评选为佳得乐年度全州最佳球员。
在弗吉尼亚理工学院，王凯成为了学校史上最年轻的球员。大二时，他成为球队主力并帮助球队在2008年夺得ACC分区冠军。不久他被选入2009年的全ACC第二阵容。由于他在场上打球风格极具侵略性，王凯被人取了一个绰号，叫做“Godzilla”（即哥斯拉，一个电影里的怪兽）。

## NFL职业生涯
王凯在该年的NFL选秀中于第5轮第9顺位（总第140顺位）被水牛城比爾选中。在2010赛季，王凯出场6次，但都没有首发。
2011年初，王凯一家作为嘉宾受到了中国国家主席胡锦涛的接见。